# خوانيتا كاسترو
خوانيتا كاسترو (بالإنجليزية: Juanita Castro)‏ هي سيدة أعمال أمريكية وكوبية، ولدت في 6 مايو 1933 في بيران في كوبا وتوفيت في 4 ديسمبر 2023.